# Comuna Katașîn, Cecelnîk
Katașîn (în ucraineană Каташин) este o comună în raionul Cecelnîk, regiunea Vinnița, Ucraina, formată din satele Jabokrîcika și Katașîn (reședința).

## Demografie
Componența lingvistică a satului Katașîn
     Ucraineană (98,58%)
     Rusă (1,13%)
     Alte limbi (0,21%)
Conform recensământului din 2001, majoritatea populației satului Katașîn era vorbitoare de ucraineană (98,58%), existând în minoritate și vorbitori de rusă (1,13%).